# Поможани (Кошалінський повіт)
Поможани (пол. Pomorzany) — село в Польщі, у гміні Боболиці Кошалінського повіту Західнопоморського воєводства.
Населення — 121 особа (2011).

## Демографія
Демографічна структура станом на 31 березня 2011 року:
|          | Загалом | Допрацездатний вік | Працездатний вік | Постпрацездатний вік |
| -------- | ------- | ------------------ | ---------------- | -------------------- |
| Чоловіки | 64      | 25                 | 37               | 2                    |
| Жінки    | 57      | 13                 | 39               | 5                    |
| Разом    | 121     | 38                 | 76               | 7                    |